# 愛知県菓子技術専門校

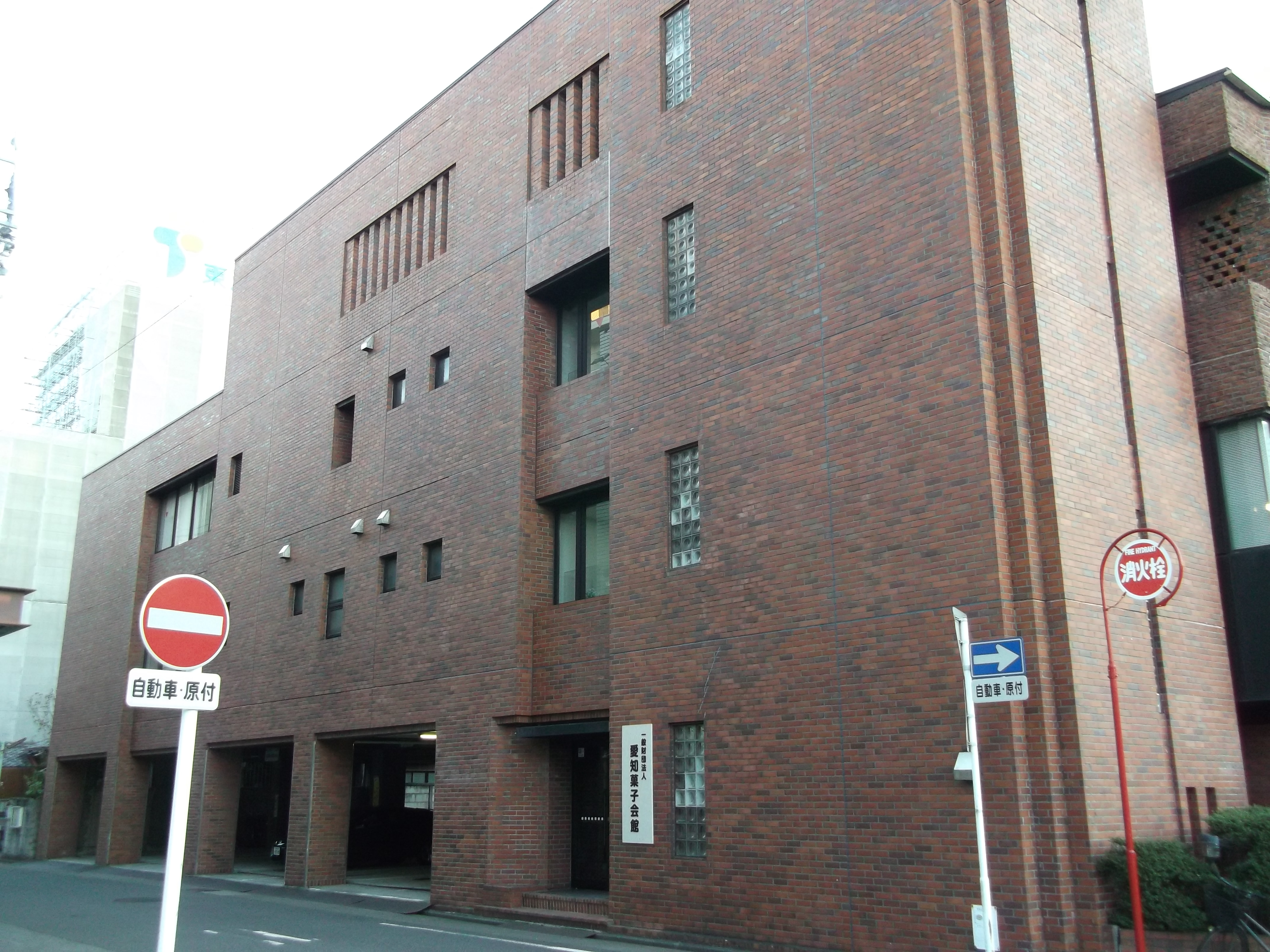
当校が所在する愛知県菓業会館

愛知県菓子技術専門校（あいちけんかしぎじゅつせんもんこう）は、菓子作りに携わる若者の能力を開発を目的とする認定職業訓練による職業能力開発校。愛知県菓子学園協議会が運営する。
菓子作りに携わる人材育成と能力を開発、向上の他、資格取得も可能で身分確立と製菓技能者・技術者として寄与、関与できることを目的としている。
和菓子と洋菓子を併合した教育訓練を特徴としている。

## 概要
- 訓練科名・訓練年数 - パン・菓子製造科 1年
- 所在地 - 〒451-0043 愛知県名古屋市西区新道二丁目15番17号 愛知県菓業会館内2F
- 開校 - 1970年5月

授業日程と内容は、週3日間程度17時30分から21時まで学科と実技を集中講義。認定事業所での作業実技を基礎実技と専攻実技とを設置し所定単位取得する。学科と技術を専門校で集合教育としていて、学科では菓子における科学的知識を専門分野の講師陣が解説。少人数で行われる。愛知県内で出店する店主が実技講師を務める。菓子工場などの見学や研修も実施される。
入校要件は菓子、食品関係の職に就いていることであるが、特別聴講生として学ぶこともできる。